# Leave Home
Leave Home är bandet Ramones andra skiva, utgiven 1977. Albumet är producerat av Tony Bongiovi och T. Edrelyi. Spår nummer tio, "California Sun" är inte skriven av Ramones utan av H. Glover och M. Levy och framfördes ursprungligen 1964 av gruppen The Rivieras.

## Låtlista
Sida ett
1. "Glad to See You Go" - 2:10
2. "Gimme Gimme Shock Treatment" - 1:38
3. "I Remember You" - 2:15
4. "Oh Oh I Love Her So" - 1:56
5. "Carbona Not Glue" - 1:51 ["Sheena" ersatte denna på grund av rättighetsproblem angående namnet "Carbona", som var ett varumärke, för ett tvättmedel.]
6. "Suzy Is a Headbanger" - 2:08
7. "Pinhead" - 2:42

Sida två
1. "Now I Wanna Be a Good Boy" - 2:10
2. "Swallow My Pride" - 2:03
3. "What's Your Game" - 2:33
4. "California Sun" - 1:58
5. "Commando" - 1:50
6. "You're Gonna Kill That Girl" - 2:36
7. "You Should Never Have Opened That Door" - 1:54